# Роман Суарес Пуэрта (стадион)
«Роман Суарес Пуэрта» (исп. Estadio Román Suárez Puerta, астур. Estadiu Román Suárez Puerta) — муниципальный стадион, расположенный в астурийском городе Авилес (Испания) и вмещающий 5 352 зрителя. С момента открытия в 1943 году используется в качестве домашнего поля для местного футбольного клуба «Реал Авилес».

## Об арене
Стадион был официально открыт 26 сентября 1943 года под названием «Estadio La Exposición», свое нынешнее наименование арена носит с 1956 года в честь мэра города, в период правления которого стадион был возведен. Первой игрой, проведенной на стадионе, стала товарищеская встреча футболистов из Авилеса с соперниками из сантандерского «Реала».
Архитектором арены выступил Хуан Короминас. В 1999 году поле было реконструировано. 
В период с 1948 по 1952 годы арена была официальным местом проведения национального чемпионата Испании по легкой атлетике.

## Международные матчи
28 декабря 2002 года на стадионе состоялся товарищеский матч между сборными Астурии и Гондураса, завершившийся уверенной победой хозяев поля со счетом 5:2. На игре присутствовали 7000 зрителей.